# Hiccoda flava
Hiccoda flava là một loài bướm đêm trong họ Noctuidae.